# Nikolaevo (obchtina)
Pour les articles homonymes, voir Nikolaevo.
Nikolaevo (bulgare : Николаево) est une obchtina de l'oblast de Stara Zagora en Bulgarie.